# Шатов, Борис Степанович
Борис Степанович Шатов (1925—2008) — советский передовик производства, наладчик Восьмого Государственного подшипникового завода Министерства автомобильной промышленности СССР. Герой Социалистического Труда (1971).

## Биография
Родился 13 марта 1925 года в селе Чернавка, Инжавинского района Тамбовской области. 
С 1942 года призван в ряды Рабоче-Крестьянской Красной армии и направлен в действующую армия на фронт. Участник Великой Отечественной войны в составе 1317-го стрелкового полка 202-й стрелковой дивизии — красноармеец, наводчик батареи 120-миллиметровых миномётов. Воевал в составе 3-го Украинского фронта, в бою получил ранение. С 1945 года после окончания курсов младших лейтенантов при 27-й армии — младший лейтенант, служил командиром миномётного взвода 1317-го стрелкового полка 202-й стрелковой дивизии. За участие в войне был награждён орденами Отечественной войны 2-й степени, Красной Звезды и медалью «За боевые заслуги». 
С 1946 года после демобилизации из рядов Советской армии начал работать  диспетчером гаража воинской части и машинистом экскаватора. Позже переехал в город Харьков Украинской ССР и устроился работать наладчиком Восьмого Государственного подшипникового завода Министерства автомобильной промышленности СССР. С 1966 по 1970 годы Б. С. Шатов выполнил производственное задание восьмой пятилетки за два с половиной года. 
5 апреля 1971 года  Указом Президиума Верховного Совета СССР «за выдающиеся успехи в выполнении заданий пятилетнего плана по развитию автомобильной промышленности»  Борис Степанович Шатов был удостоен звания Героя Социалистического Труда с вручением Ордена Ленина и золотой медали «Серп и Молот».
11 марта 1976 года  Указом Президиума Верховного Совета СССР «за высокие трудовые достижения и перевыполнение плана»  Борис Степанович Шатов был награждён Орденом Трудовой Красного Славы 3-й степени.
После выхода на заслуженный отдых жил в городе Харькове. 
Скончался 22 марта 2008 года в Харькове. 

## Награды
- Медаль «Серп и Молот» (05.04.1971)
- Орден Ленина (05.04.1971)
- Орден Отечественной войны 2-й степени (11.03.1985)
- Орден Красной Звезды ((22.08.1945)
- Орден Трудовой Славы III степени (11.03.1976)
- Медаль «За боевые заслуги» (14.04.1945)
- Медаль «За победу над Германией в Великой Отечественной войне 1941—1945 гг.»